# Marco Tarchi
Marco Tarchi (Roma, 11 ottobre 1952) è un politologo italiano, professore emerito presso la facoltà di scienze politiche Cesare Alfieri dell'Università di Firenze dove ha insegnato scienza politica, comunicazione politica e analisi e teoria politica.
È considerato l'ideologo della cosiddetta Nuova Destra italiana, esperienza metapolitica che termina nel 1994 quando Tarchi dichiara di non ritenere più valida la dicotomia destra/sinistra.

## Biografia
Laureato in scienze politiche all'Università di Firenze, nipote di Angelo Tarchi, che fu ministro dell'economia corporativa della RSI, dal 1968 ha militato nelle organizzazioni giovanili del MSI. Nel dicembre 1974 ha fondato le riviste La voce della fogna e, nel 1975, Diorama letterario, che continua ancor oggi a dirigere. Negli anni settanta è stato un esponente di primo piano del Fronte della Gioventù, all'interno del quale fu candidato alla segreteria nazionale nel 1977, divenendo vicesegretario nazionale fino al marzo 1979.
È stato in Italia dal 1978 l'ideologo della corrente di pensiero, denominata Nuova Destra, (che riconduce all'analoga esperienza francese del GRECE di Alain de Benoist) e che puntava a 'svecchiare' il dibattito politico e culturale nella destra italiana. Tarchi dichiarerà anni dopo che «l'egemonia di stampo gramsciano ha fatto emergere l'impressione che dopo il tracollo dei fascismi la destra non avesse espresso niente di rilevante culturalmente. E il mondo neofascista italiano ha fatto poco per produrre una cultura autonoma».
Tarchi venne espulso dal MSI nel gennaio del 1981 dopo un articolo di satira su La voce della fogna nei confronti della classe dirigente del partito ritenuto troppo pesante. Era ancora l'epoca, inoltre, degli anni di piombo ed il MSI raccoglieva firme per l'introduzione della pena di morte, iniziativa alla quale Tarchi e gli altri militanti della Nuova Destra erano sostanzialmente contrari. Dopo l'espulsione dal partito Tarchi abbandonò progressivamente la militanza politica in senso stretto, dedicandosi agli studi ed all'insegnamento, nonché alla direzione del mensile Diorama letterario e del quadrimestrale di cultura politica Trasgressioni.
Tarchi ha coniato (ed è anche il titolo di un suo saggio), l'espressione di esuli in patria per definire quella che è stata l'esperienza umana e politica dei neofascisti negli anni del dopoguerra. Nella sua opera di divulgazione politica, il Tarchi ideologo della "Nuova destra" non disdegnò, sulla scia di quanto fatto da esponenti coevi come Giano Accame, il confronto dialettico con esponenti della sinistra come il filosofo Massimo Cacciari ed il giornalista Giampiero Mughini sia per mezzo di dibattiti che attraverso interventi sulle testate di riferimento di entrambe le aree.
Dottore di ricerca in scienza della politica presso l'Università di Firenze nel 1987, ricercatore nel 1993, associato dal 1998 e ordinario dal 2001, è stato visiting professor presso l'Università di Turku in Finlandia, ha collaborato al progetto di ricerca dell'ECPR sul tema Crisis, Compromise, Collapse: Conditions for Democracy in Inter-War Europe ed è docente del programma di insegnamento superiore interuniversitario europeo "Eurolarg". È stato presidente del corso di laurea triennale in scienze politiche dell'Università di Firenze.
A livello di studi politologici, è un profondo studioso del fenomeno del "populismo", sia quello di matrice storica che quello attuale, che ritiene incarnato in Italia da partiti quale la Lega ed il Movimento Cinque Stelle, più mediatico. Attualmente Tarchi si occupa dei processi di crisi nei regimi democratici, della trasformazione organizzativa dei partiti italiani, della cultura e delle scelte strategiche delle formazioni che hanno occupato lo spazio politico della destra nell'Italia repubblicana. È stato impegnato in una ricerca sull'evoluzione politica ed organizzativa del fenomeno della Lega Nord e dell'Italia dei Valori, che dovrebbe costituire il primo momento di uno studio comparato dello sviluppo dei movimenti populisti in Europa.

## Opere
- Doriot e il Partito popolare francese, a cura di, Roma, Volpe, 1974.
- Diorama. Problemi dello spirito nell'etica fascista. Antologia della pagina speciale di Regime fascista diretta da Julius Evola, I, 1934-35, a cura di, Roma, Europa, 1974.
- Degrelle e il rexismo, a cura di, Roma, Volpe, 1978.
- Traduzione di Joseph Goebbels, La conquista di Berlino, Padova, Edizioni di Ar, 1978.
- Partito unico e dinamica autoritaria, Napoli, Akropolis, 1981.
- Il Popolo d'Italia. 1914-1917, antologia a cura di, San Giovanni Valdarno, Landi, 1982.
- La «rivoluzione legale». Identità collettive e crollo della democrazia in Italia e Germania, Bologna, Il Mulino, 1993. ISBN 88-15-04239-3.
- Destra e sinistra: due essenze introvabili, in "Democrazia e diritto", 1, 1994, pp. 381–396.
- Cinquant'anni di nostalgia, intervista di Antonio Carioti, Milano, Rizzoli, 1995. ISBN 88-17-84425-X. [14]
- Esuli in patria. I fascisti nell'Italia repubblicana, Parma, Guanda, 1995. ISBN 88-7746-823-8.
- The Dissatisfied Society. The Roots of Political Change in Italy, in "European Journal of Political Research", 1, 1996, pp. 41–63
- Dal MSI ad AN. Organizzazione e strategie, Bologna, Il Mulino, 1997. ISBN 88-15-05716-1.
- Italy: the Northern League, in L. de Winter e H. Türsan (a cura di), Regional Parties in Western Europe, Londra, Routledge, 1998.
- Estrema destra e neopopulismo in Europa, in "Rivista Italiana di Scienza Politica", 2, 1998.
- Italy: Early Crisis and Collapse, in D. Berg-Schlosser e J. Mitchell (a cura di), Conditions of Democracy in Europe, 1918-1938, Londra, Macmillan, 2000.
- L'Italia populista. Dal qualunquismo ai girotondi, Bologna, il Mulino, 2003. ISBN 88-15-09442-3.
- Fascismo. Teorie, interpretazioni, modelli, Roma-Bari, Laterza, 2003. ISBN 88-420-7062-9.
- Contro l'americanismo, Roma-Bari, Laterza, 2004. ISBN 88-420-7234-6.
- Partiti e caso italiano, a cura di e con Leonardo Morlino, Bologna, il Mulino, 2006. ISBN 88-15-11049-6.
- La rivoluzione impossibile. Dai Campi Hobbit alla Nuova Destra, a cura di, Firenze, Vallecchi, 2010. ISBN 978-88-8427-148-8.
- Italia populista. Dal qualunquismo a Beppe Grillo, Bologna, Il Mulino, 2015. ISBN 978-88-15-25356-9; 2018. ISBN 978-88-15-27465-6.
- Anatomia del populismo. Antologia dalla rivista Trasgressioni, a cura di, Frattamaggiore, Diana, 2019. ISBN 978-88-96221-41-9.
- Le tre età della fiamma. Da Giorgio Almirante a Giorgia Meloni,  intervista di Antonio Carioti, Solferinolibri, 2024